# Císařovna vdova Čou
Císařovna vdova Čou (čínsky pchin-jinem Zhōu, znaky 周; 1430–1504), posmrtným jménem císařovna Siao-su (čínsky v českém přepisu Siao-su chuang-chou, pchin-jinem Xiàosù huánghòu, znaky 孝肅皇后), byla čínská císařovna vdova, jedna z konkubín císaře říše Ming Jing-cunga a matka císaře Čcheng-chuy.

## Život
Narodila se roku 1430, pocházela z okresu Čchang-pching nedaleko Pekingu, byla dcerou Čou Nenga (周能). Stala se jednou z vedlejších manželek Jing-cunga, císaře čínské říše Ming. Měla s ním dva syny, roku 1447 Ču Ťien-šena, císařova nejstaršího, roku 1455 Ču Ťien-ceho, císařova šestého syna, a jednu dceru.
Roku 1449 byl Jing-cung poražen a zajat Mongoly a na trůn nastoupil jeho mladší bratr Ťing-tchaj. Následující rok Mongolové Jing-cunga vrátili, zůstal však v izolaci v domácím vězení, dokud ho počátkem roku 1457 státní převrat nevynesl k moci. Paní Čou s ním domácí vězení sdílela a v důsledku s tím spojeného strádání se stala invalidní.
Po smrti Jing-cunga roku 1464 se novým císařem stal jeho nejstarší syn a korunní princ Ču Ťien-šen známý jako císař Čcheng-chua. Paní Čou se ihned dostala do sporu o prestiž a postavení s Jing-cungovou vdovou, císařovnou Čchien. Podle zákonů měla totiž císařovna Čchien dostat titul císařovna vdova (chuang-tchaj-hou), ale paní Čou si stejný titul nárokovala také. Argumentovala bezdětností paní Čchien, proti níž vyzdihovala své postavení matky panovníka, a svou věrnost Jing-cungovi, když byl držen v domácím vězení v letech 1450–1457.
Ve sporu císař váhal s podporou té či oné strany, nakonec podle návrhu velkých sekretářů Pcheng Š’a a Li Siena dostala paní Čou titul „císařovna vdova“ (chuang-tchaj-hou), ale císařovna Čchien lepší titul „císařovna vdova Cch’-i“ (慈懿皇太後, Cch’-i chuang-tchaj-hou, „Laskavá císařovna vdova“). Paní Čou to vnímala jako diskriminaci a soustavně tlačila na své zrovnoprávnění.
O čtyři roky později, když paní Čchien zemřela a byla uložena do Jing-cungovy hrobky v mauzoleu Jü-ling, paní Čou protestovala, s tím, že to má být její čest. Trvala na svém požadavku čtyři dny, než ustoupila poté, co 19. června 1468 několik set úředníků osm hodin bědovalo před jejím palácem. Přesto, když po její smrti roku 1504 byla hrobka otevřena, zjistilo se, že císařovna Čchien leží v samostatné komoře.
Po roce 1475 vychovávala Čcheng-chuova nejstaršího syna Ču Jou-tchanga, pozdějšího císaře Chung-č’. Čcheng-chuova oblíbenkyně a konkubína Wan Čen-er totiž s ním neměla syna a cítila se kvůli tomu ohrožená eventuálními potomky jiných panovníkových žen, které nutila k potratům. Přesto se roku 1470 podařilo před ní utajit narození Ču Jou-tchanga, který pak pět let žil v utajení v komnatách bývalé císařovny Wu.
Roku 1487 obdržela čestnější titul císařovna vdova Šeng-cch’-žen-šou (聖慈仁壽皇太后, Šeng-cch’-žen-šou chuang-tchaj-hou), po nástupu nového císaře (Chung-č’a) byla jakožto panovníkova babička jmenována velkou císařovnou vdovou (太皇太后, ta chuang-tchaj-hou).
Zemřela roku 1504.